# Hypixel Studios
Hypixel Studios ist ein nordirisches Entwicklerstudio für Computerspiele mit Sitz in Derry, Nordirland, und gehört zu Riot Games. Das Unternehmen entwickelt das Spiel Hytale und beschäftigt über 100 Angestellte. Hervorgegangen ist Hypixel Studios aus dem Minecraft-Mehrspielernetzwerk Hypixel.

## Geschichte
Hypixel Studios wurde am 18. Oktober 2018 von Simon Collins-Laflamme und Philippe Touchette gegründet.
Davor lief die Programmierung des Spiels Hytale über Hypixel. Die Projektbeteiligten wechselten von Hypixel zu Hypixel Studios. Das Spielestudio wurde von Anfang an von Riot Games stark unterstützt.
Die Übernahme von Hypixel Studios durch Riot Games erfolgte am 16. April 2020. Das Team blieb dasselbe. Man eröffnete ein Büro in Londonderry und baute die Belegschaft aus. So wuchs Hypixel Studios 2022 auf über 70 Mitarbeiter an. 2023 wuchs die Mitarbeiterzahl Unternehmensangaben zufolge auf über 110.

## Leitung
- 2018–2020: Simon Collins-Laflamme, Philippe Touchette
- Seit 2020: Aaron Donaghey, Sean McCafferty[5]